# پورثمدوگ
پورثمدوگ (به انگلیسی: Porthmadog) یک شهرک در ولز است که در گوینز واقع شده‌است. پورثمدوگ ۴٬۱۸۵ نفر جمعیت دارد.